# Asiactenius reitteri
Asiactenius reitteri är en skalbaggsart som beskrevs av Medvedev 1952. Asiactenius reitteri ingår i släktet Asiactenius och familjen Melolonthidae. Inga underarter finns listade.